# Ōta

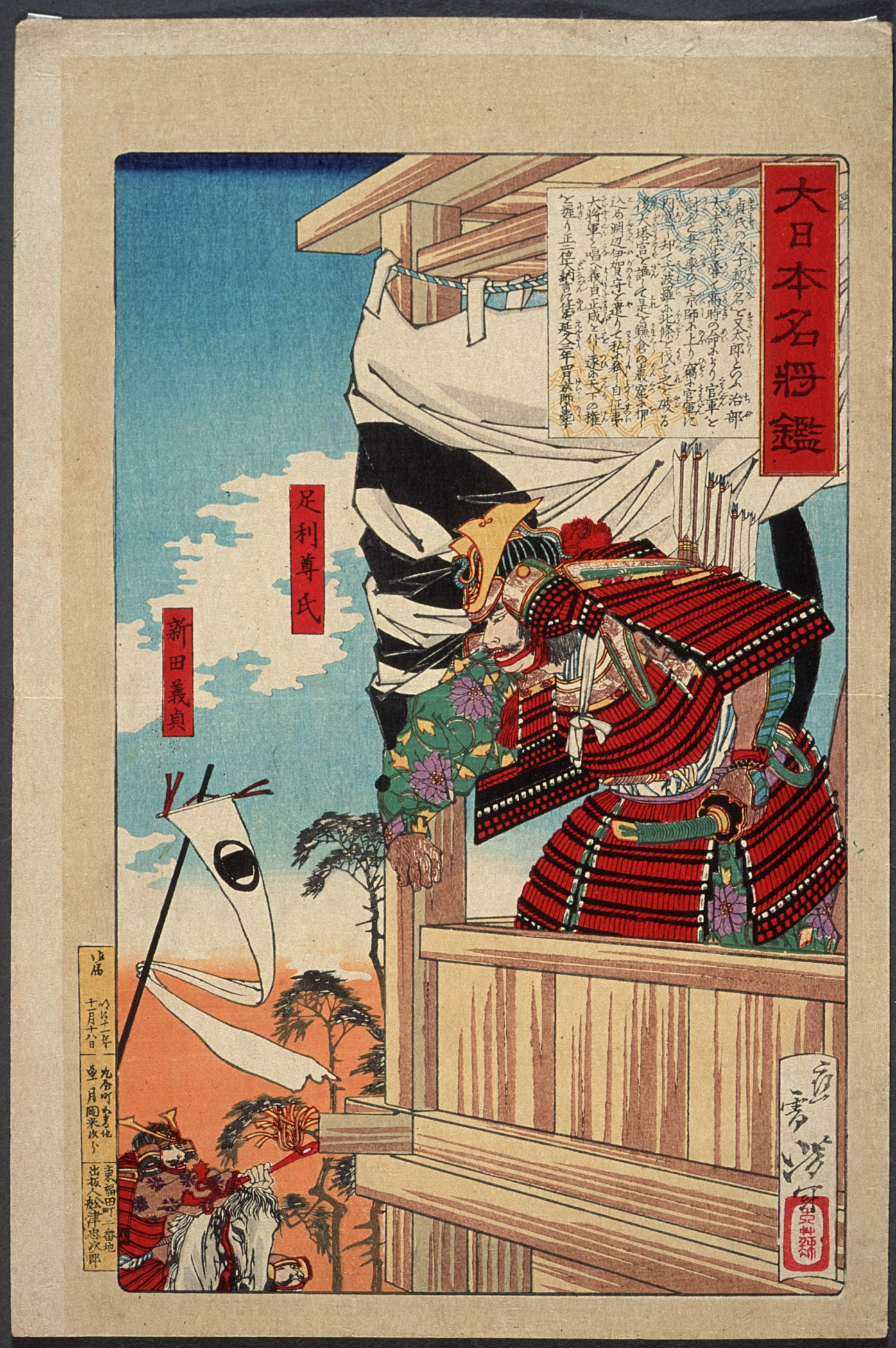
Yoshitoshi Tsukioka (1839-1892), Takauji Ashikaga (P) i Yoshisada Nitta (L)

Ōta (jap. 太田市 Ōta-shi) – miasto w środkowej Japonii, w południowo-wschodniej części prefektury Gunma, na północnym skraju niziny Kantō, ok. 100 km na północ od Tokio. Ma powierzchnię 175,54 km². W 2020 r. mieszkało w nim 223 150 osób, w 91 492 gospodarstwach domowych  (w 2010 r. 216 444 osoby, w 81 374 gospodarstwach domowych).

## Geografia
Na wschodzie rzeka Watarase przepływa pomiędzy Ōta a miastem Ashikaga w prefekturze Tochigi. Na południu rzeka Tone jest granicą między Ōta i prefekturą Saitama. Na północy leży miasto Kiryū.

## Historia
W zamierzchłych czasach Wyspy Japońskie były zaludniane przez kolejne fale migracji, docierające przez most lądowy, który łączył Japonię z kontynentem azjatyckim. Na terenie obecnej prefektury Gunma znaleziono skamieniałe kości ludzi sprzed 200 000 lat, a narzędzia z epoki kamienia odkopane w rejonie Ōta są dowodem na to, że ludzie żyli w tym regionie już 15 000 lat temu. Na tym obszarze znaleziono również ceramikę z okresów Jōmon (od ok. 12 000 do 250 p.n.e.) i Yayoi (250 p.n.e. – 300 n.e.), co sugeruje, że obszar ten był stale zamieszkany. W okolicy znaleziono ogromne kurhany (kofun) wzniesione dla przedstawicieli górnych warstw społecznych okresu Yamato (300–645 n.e.). Przykładem jest kopiec pogrzebowy Tenjin-yama znajdujący się w granicach miasta.
Na zboczach kurhanów znajdowane są gliniane figurki haniwa przedstawiające m.in. wojowników i konie. Haniwa wykopane w Ōta zostały oznaczone jako skarby narodowe i są eksponowane w Muzeum Narodowym w Tokio (Tōkyō Kokuritsu Hakubutsukan).
Od ostatnich lat okresu Nara (710–794) do początków okresu Heian (794–1185) obszar ten służył jako miejsce stacjonowania, dostarczania żywności, broni i siły roboczej do wojen przeciwko ludowi Ezo (wym. Yezo), który zamieszkiwał północną część Japonii.
W średniowieczu lokalni władcy tego regionu zyskali na znaczeniu i odegrali główną rolę w jednym z istotnych wydarzeń w historii Japonii. Yoshishige Nitta był założycielem potężnej rodziny Nitta. Pod koniec okresu Kamakura (1185–1333) pełnia władzy w Japonii spoczywała w rękach sioguna z rodu Hōjō, a nie cesarza. Tak też było za panowania cesarza Go-Daigo (1288–1339), który – niezadowolony ze swojej roli – postanowił to zmienić i w 1331 roku wywołał bunt (wojnę ery Genkō, 1331–1333), który zakończył się niepowodzeniem. Go-Daigo został obalony i wygnany na wyspy Oki na Morzu Japońskim. Cesarzem został Kōgon (1313–1364). Go-Daigo nie poddał się jednak i doprowadził do pozyskania poparcia dla siebie, m.in. Takaujiego Ashikagi (1305–1358) i Yoshisady Nitta (1301–1338).
W 1332 roku Go-Daigo uciekł z wygnania z zamiarem przeprowadzenia rewolty. Takauji Ashikaga zdobył Kioto, stolicę cesarstwa i pomógł Go-Daigo powrócić na tron, a Yoshisada Nitta zdobył Kamakurę i zniszczył sioguna. Wciąż było jednak dwóch cesarzy (Go-Daigo i Kōgon) i walka o dominację trwała przez następne sześćdziesiąt lat. Ten okres w historii Japonii jest znany jako okres „dynastii północnej i południowej” (Namboku-chō). Cesarz obawiając się nadmiernych ambicji Takaujiego, starał się pozbawić go rzeczywistego wpływu na rozwój sytuacji w kraju i odmówił powierzenia mu stanowiska sioguna. Oburzony tym Takauji w 1336 roku wystąpił zbrojnie przeciwko cesarzowi i zmusił go do ucieczki. Na tronie cesarskim osadził lojalnego Kōmyō (1322–1380), a dwa lata później został pierwszym siogunem siogunatu Ashikaga (1338–1573).
Na początku okresu Edo (1600–1868) Ieyasu Tokugawa (1543–1616) po zwycięskiej bitwie pod Sekigaharą został siogunem. W Ōta zlecił budowę świątyni Daikō-in u stóp góry Kana-yama, aby uczcić ducha Yoshishige Nitty i skłonił mnicha Donryū (1556–1623), aby został pierwszym, głównym kapłanem tego sanktuarium. Donryū był znany ze swojego współczucia dla dzieci i świątynia stała się miejscem ich edukacji i troski o nich. Obecnie ludzie nadal odwiedzają Daikō-in (nazywaną lokalnie „Donryū-sama”, należy do Jōdo-shū, "Sekty Czystej Ziemi), aby modlić się o zdrowie i dobrobyt dla swoich dzieci.
Po śmierci Ieyasu Tokugawy, jego ciało i duch zostały zachowane w chramie Nikkō Tōshō-gū w Nikkō i tradycją w kraju stało się coroczne tam pielgrzymowanie. Osoby podróżujące przejeżdżały po drodze przez Ōta, co stało się przyczyną wzrostu dobrobytu i prestiżu miasta.
W 1918 roku w mieście rozpoczęto budowę pierwszego samolotu pasażerskiego Japonii, a od 1932 roku i w czasie II wojny światowej, fabryka samolotów Nakajima produkowała w Ōta samoloty bojowe. Po wojnie fabryka zmieniła nazwę na Fuji Heavy Industries i przestawiła się na produkcję samochodów Subaru.

## Gospodarka
Przed II wojną światową podstawowym przemysłem Ōta była produkcja samolotów. Po wojnie przestawiono się na produkcję samochodów. Obecnie Ōta dorównuje dużym miastom przemysłowym w północnym Kantō, jak Utsunomiya i Kamisu. Maszyny, wyroby metalowe i tekstylia stanowią ponad 85% całkowitej produkcji przemysłowej. Pod względem zatrudnienia 34% siły roboczej jest w przemyśle transportowym, 13,7% – maszynowym i 11,5% – elektronicznym.
Główną uprawą jest ryż, ale także warzywa i owoce, m.in.: arbuzy, szpinak, truskawki i yamato-imo (odmiana Dioscorea japonica, ang. Japanese yam).

## Galeria

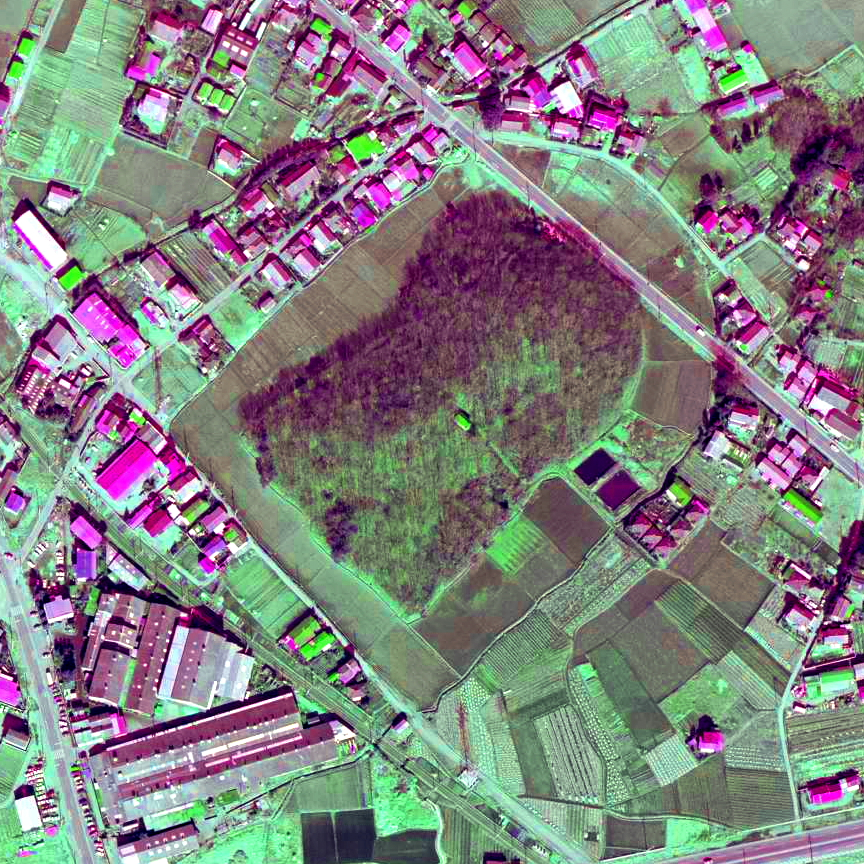
Kofun Tenjin-yama z lotu ptaka
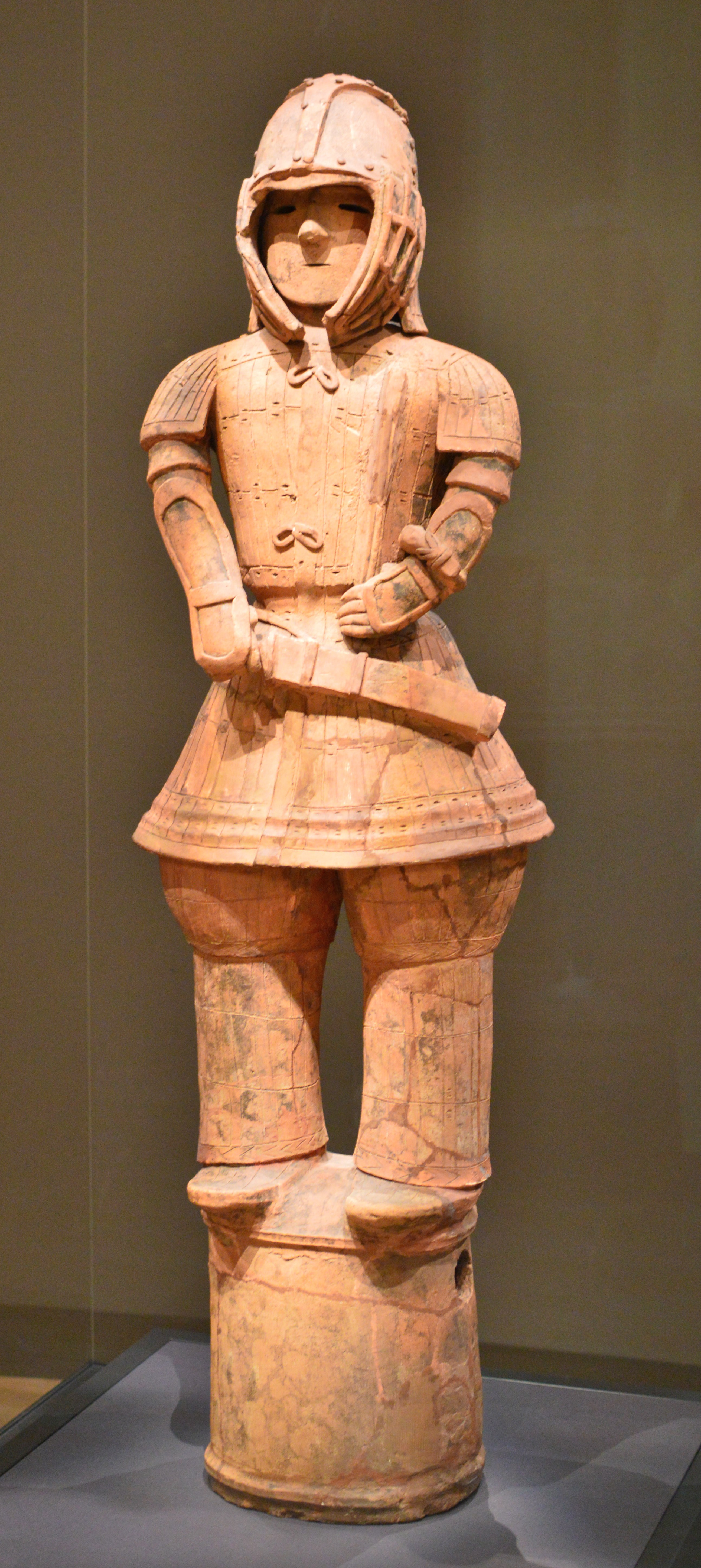
Haniwa wojownika z Ōta
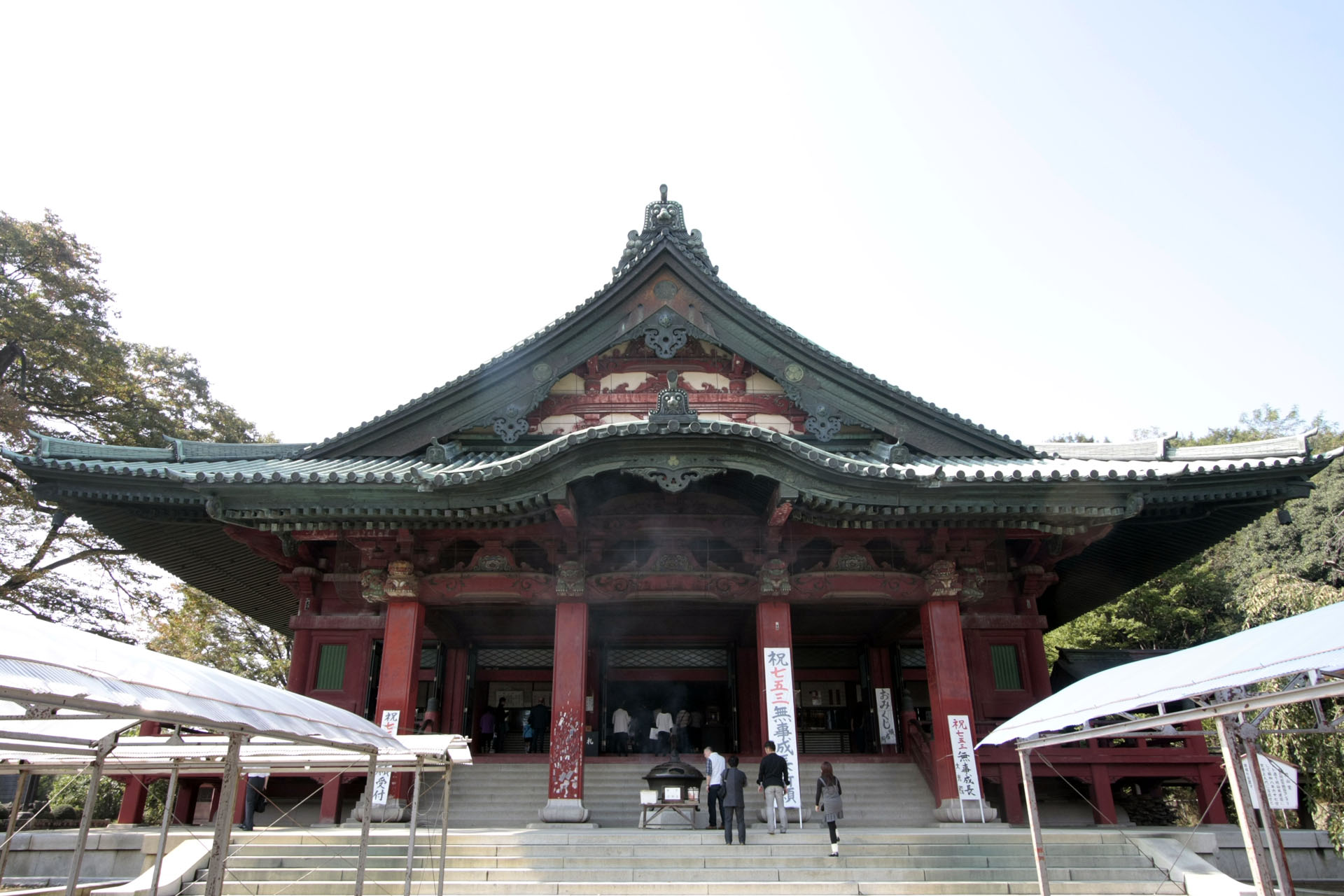
Świątynia Daikō-in w Ōta
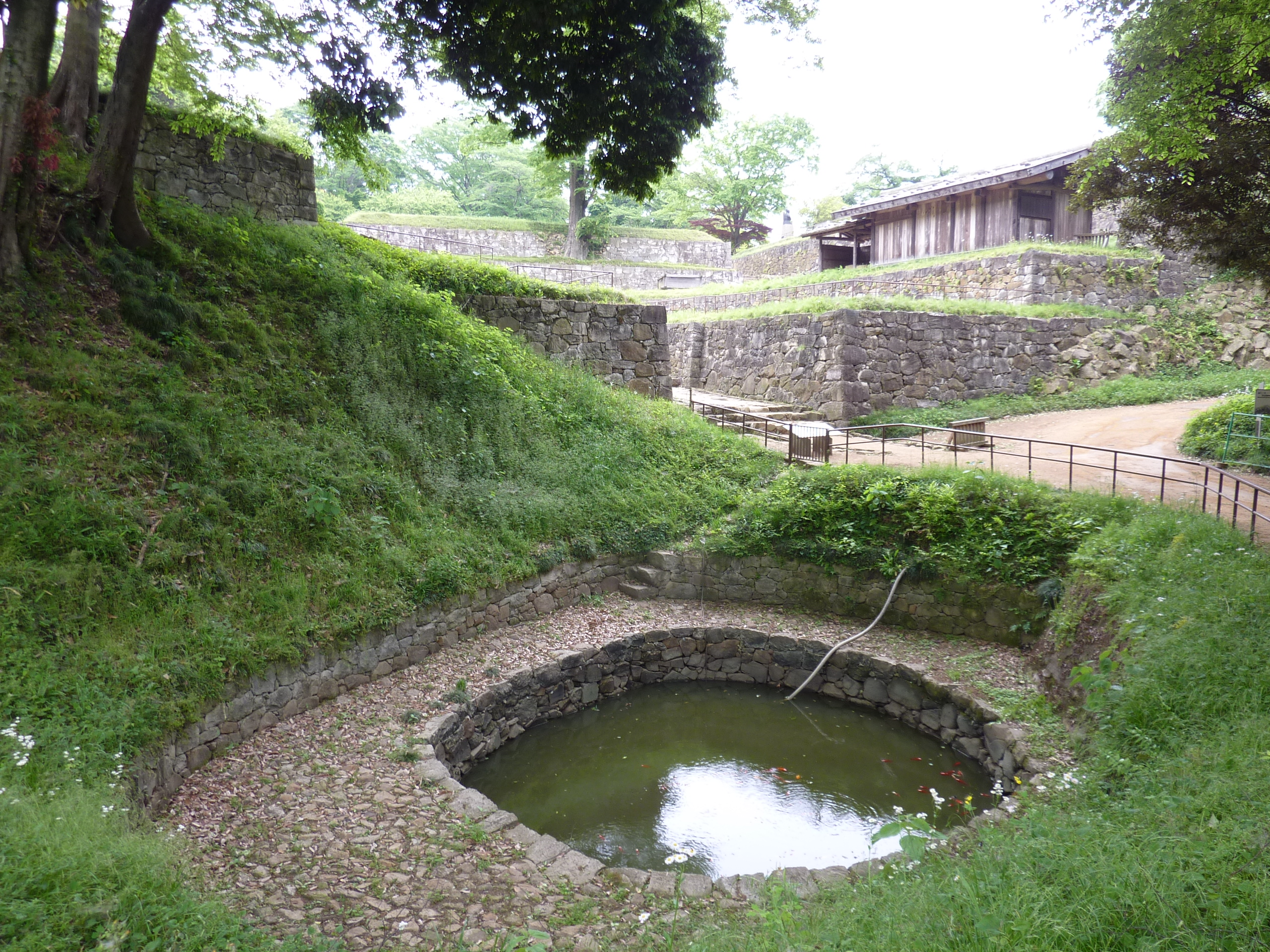
Pozostałości zamku Kanayama